# 新市町
新市町（しんいちちょう）は、かつて広島県の東部に存在した町。芦品郡に属した。
2003年2月3日に沼隈郡内海町とともに福山市に編入した。1975年2月1日に駅家町が福山市に、協和村が府中市にそれぞれ編入されてからは芦品郡に属する唯一の自治体となっており、新市町の消滅をもって芦品郡は1898年10月1日に芦田郡・品治郡の統合をもって成立して以来104年4ヶ月の歴史を閉じた。

## 地理
- 河川（すべて芦田川水系）
  - 芦田川
  - 神谷川（かやがわ）
  - 父尾川
- 山
  - 京ノ上山（標高611.2m）
  - 天神山（標高387.5m）
  - 城山（標高191.0m）

## 沿革
- 1889年4月1日 - 市町村制施行。新市町域には当時芦田郡に属する常金丸・福相・藤尾各村と品治郡に属する網引・新市・戸田各村が存在した。
- 1895年9月21日 - 品治郡戸田村が地理的事情から市町村制施行前の近田村と戸手村に分かれる。

※近田村はその後1955年1月1日に芦品郡の駅家町（初代）及び服部村・宜山村と対等合併して芦品郡駅家町（2代、現：福山市）に移行。
- 1898年10月1日 - 芦田・品治両郡が統合して芦品郡が成立したことに伴い網引・新市・常金丸・戸手・福相・藤尾各村は芦品郡に属する村になる。
- 1907年1月1日 - 新市村が町制施行して新市町（初代）が成立する。
- 1949年9月1日 - 福相村のうちの相方（さがた）を編入する。

※福相村の残部、すなわち福田地区はその後1955年4月1日に芦品郡有磨村と対等合併して芦品郡芦田町（現：福山市）に移行。
- 1955年2月1日 - 新市町（初代）と網引村（あびき）・常金丸村・戸手村が対等合併して新市町（2代）が成立する。
- 1959年7月1日 - 藤尾村の一部を編入する。

※藤尾村の残部は神石郡三和町（現：神石高原町）に編入。
- 2003年2月3日 - 沼隈郡内海町とともに福山市へ編入される。同時に芦品郡も消滅。

## 名所・旧跡

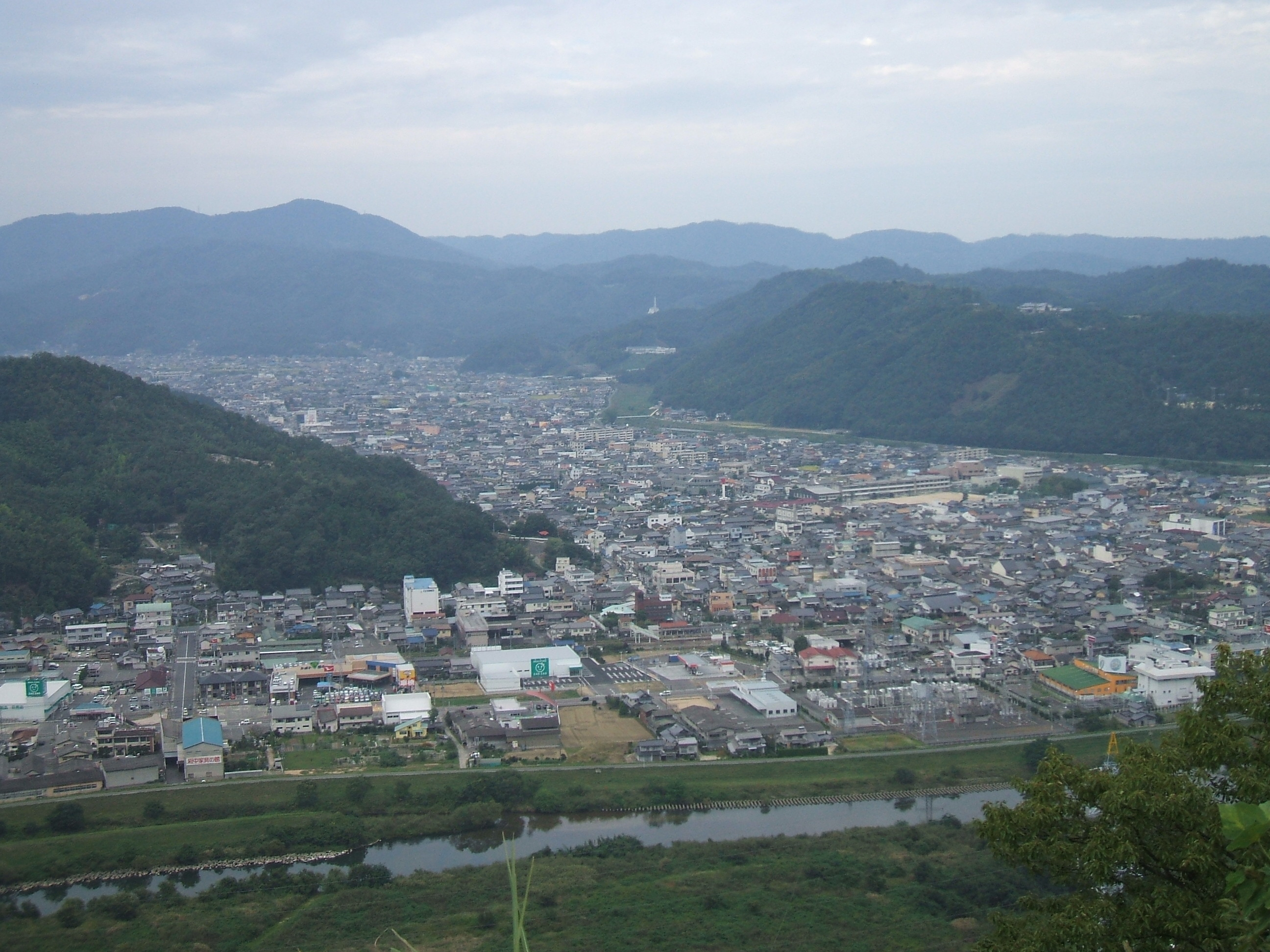
新市町の中心部の遠景（2007年）

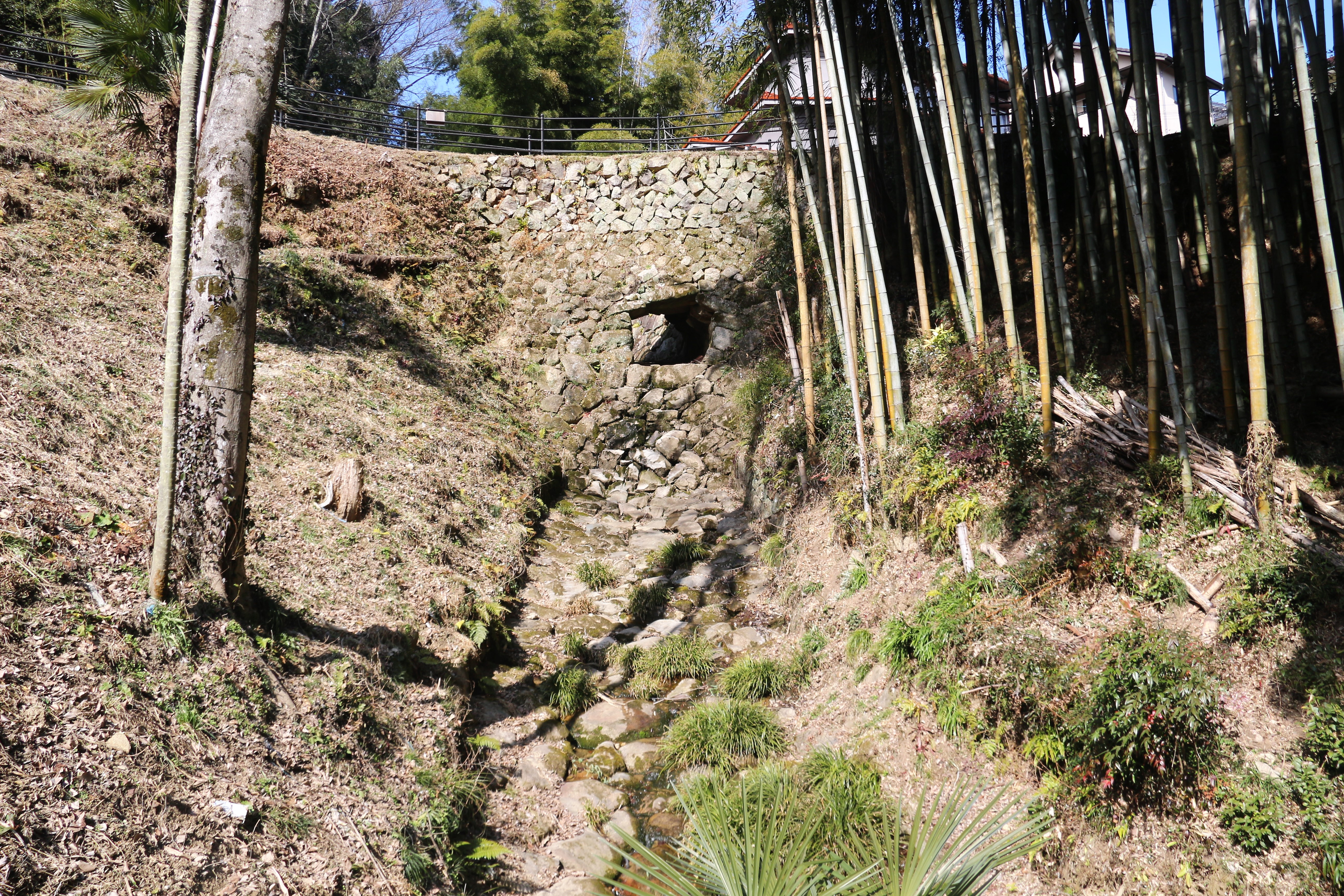
金名の郷頭

- 吉備津神社　国史跡・国重文・県重文・市重文
- 大滝神社
- 相方城跡…県重文　町南部の城山にある総石垣の山城。戦国時代に築かれた。
- 尾市古墳…国史跡申請中　十字の羨室を持つ珍しい古墳。
- 素盞嗚神社…市重文　祇園信仰発祥の神社。備後風土記の蘇民将来伝説の地。祇園祭り発祥も。相方城の門が移築されている。
- 藤尾の滝
- 藤尾ダム
- 川井谷渓谷
- 桜山茲俊（さくらやまこれとし）挙兵伝説地（櫻山城・鳶尾山城）国史跡
- 金名の郷頭（かんなのごうとう）-近世土木遺産 新市町常の「金名川」に造られた堰兼橋梁[2][3]。
- 宮脇石器時代遺跡と品治別神社　県史跡
- 信岡邸（信岡フラット・ミュージアム）
- 光明寺…山号は銅栄山
- 厚山宝篋印塔　県重文
- 神谷川弥生式遺跡　県史跡
- 大佐山白塚古墳　県史跡
- 大佐山運動公園…運動公園から展望台までの桜のトンネルで有名。
- 福山市しんいち歴史民俗博物館
- 網引公碑と至孝堂跡
- 本覚大師廟塔
- 潮崎山古墳出土品が県重文
- 常権現古墳群 市史跡

## 年中行事
- 備後一宮節分祭（2月3日）…ほら吹き大会として有名。
- 素盞鳴神社祇園祭（7月中旬の金曜日 - 日曜日）…けんかみこしで有名。
- 備後一宮市立大祭（11月下旬）

## 産業
- 備後絣の伝統を継承する繊維産業が盛んでデニム生地製造大手のカイハラ、作業服製造メーカーの自重堂、コーコス信岡などの本社が立地している。一方、北部の金丸地区では菊、特にスプレー菊の栽培が盛んである。最盛期には国内市場75%を占めることもあった。

## 大字
- 金丸（かねまる）
- 上安井（かみやすい）
- 相方（さがた）
- 下安井（しもやすい）
- 新市（しんいち）
- 常（つね）
- 戸手（とで）
- 藤尾（ふじお）
- 宮内（みやうち）

## 交通（2003年2月2日当時のデータ）

### 鉄道
- JR福塩線が通っており、町内には以下の施設がある。
  - 戸手駅
  - 上戸手駅
  - 新市駅…府中市と新市町に跨って設置されている。

### 道路
- 国道
  - 国道486号
- 主要地方道
  - 広島県道26号新市七曲西城線
- 一般県道
  - 広島県道157号松永新市線
  - 広島県道158号尾道新市線
  - 広島県道181号下御領新市線
  - 広島県道216号戸手停車場線
  - 広島県道217号新市停車場線（道の中央を府中市と新市町の境界が通っている）
  - 広島県道397号福田戸手線（路線名称には町内の大字が入っているが、実質的には福山市芦田町福田だけを通る路線であり新市町内に単独区間はない）
  - 広島県道398号新山府中線
  - 広島県道399号金丸府中線
  - 広島県道400号藤尾井関線
  - 広島県道402号金丸市場線
  - 広島県道462号百谷新市線

## 教育（2003年2月2日当時のデータ）
- 小学校
  - 新市町立網引小学校
  - 新市町立新市小学校
  - 新市町立常金丸小学校
  - 新市町立戸手小学校
- 中学校
  - 新市町立中央中学校…福山市西深津町5丁目に同名の（福山市立）中央中学校があるため合併を契機に（福山市立）新市中央中学校に改称。
  - 新市町立常金中学校　→現在は新市中央中学校と合併
- 高等学校
  - 広島県立芦品まなび学園高等学校
  - 広島県立戸手高等学校

## 備考
- 新市町と沼隈郡内海町は広島県および中国地方では平成の大合併で最初になくなった自治体となった[1]。